# Сурик (мінерал)
Сурик — мінерал, оксид свинцю.

## Опис
Хімічна формула: Pb3O4. Містить (%): Pb — 90,6; O — 9,4.
Сингонія тетрагональна. Густина 8,9-9,2. Тв. 3,0. Зустрічається г.ч. у вигляді тонкого порошку, іноді у вигляді мікроскопічних кристалічних лусочок. Колір яскраво-червоний. Риса оранжево-жовта. Блиск жирний.

## Розповсюдження
Зустрічається в зоні окиснення свинцевих родовищ. Відомий як продукт зміни галеніту або церуситу в Ледвіллі (штат Колорадо, США), в р-ні Баденвейлеру (ФРН), Боланус (Мексика). Рідкісний.